# Dẽ ngón dài
Dẽ ngón dài (tên khoa học: Calidris subminuta) là một loài chim trong họ Scolopacidae.
Dẽ ngón dài sinh sống ở miền bắc châu Á và là di cư mạnh mẽ, trú đông ở phía nam và phía đông nam châu Á và châu Úc. Nó xảy ra ở Tây Âu chỉ là một loài hiếm khi đi lang thang.

## Hình ảnh

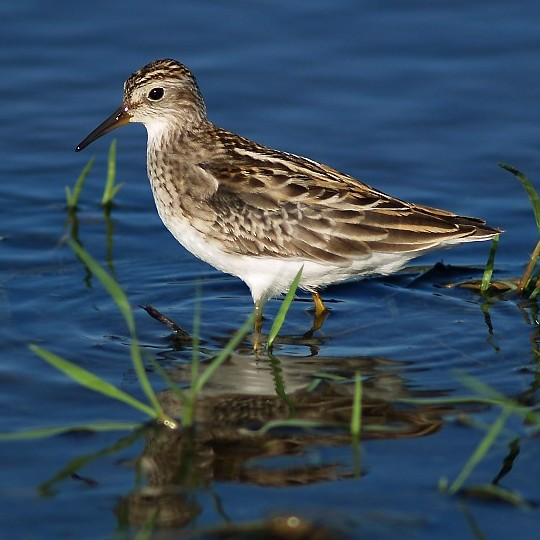
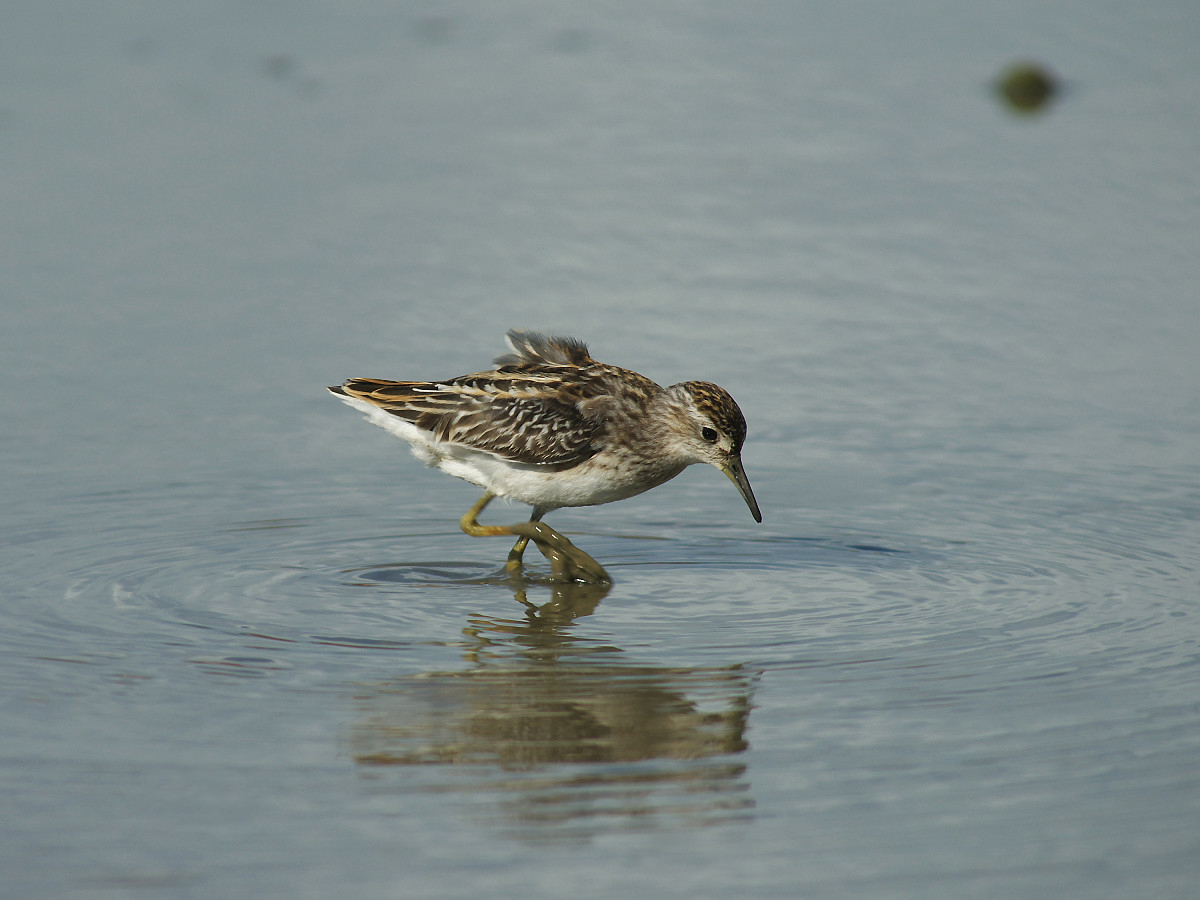
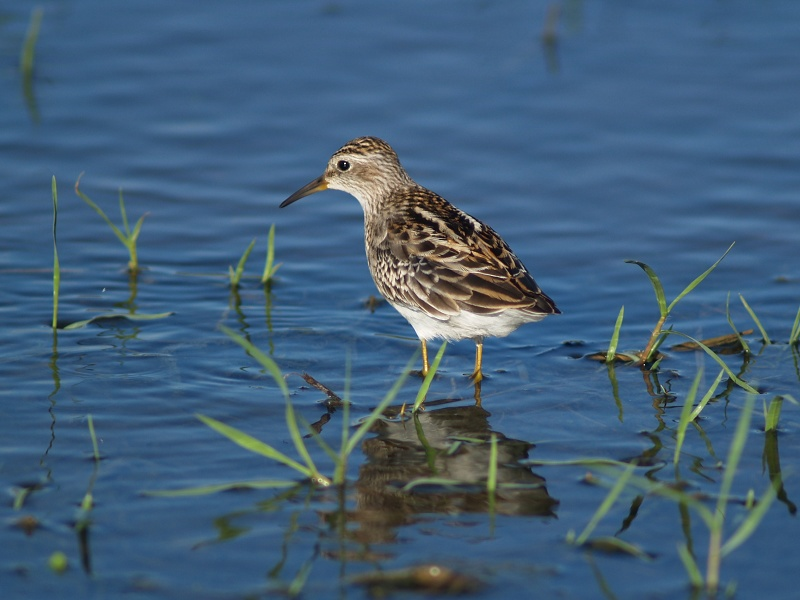